# Paulo Brum
Paulo César dos Santos Brum (Soledade, 8 de maio de 1958 – Tramandaí, 24 de fevereiro de 2025) foi um servidor público e político brasileiro filiado ao Podemos (PODE). Iniciou a vida na política em 1988 como candidato a vereador em Porto Alegre, sendo eleito para tal cargo somente em 1996. Exerceu mandatos como deputado estadual pelo Rio Grande do Sul pelo Partido da Social Democracia Brasileira (PSDB) entre 2003 e 2011.

## Carreira política
Iniciou a sua carreira política quando disputou nas eleições municipais de Porto Alegre em 1988 para o cargo de vereador pelo antigo Partido do Movimento Democrático Brasileiro (PMDB), conseguindo 1 353 votos e ficando como suplente.
Na década de 1990, concorreu às eleições estaduais de 1990 ao cargo de deputado federal pelo Partido Trabalhista Brasileiro (PTB) conseguindo 7 043 votos, não sendo eleito. Nas eleições municipais de Porto Alegre em 1992 concorreu novamente ao cargo de vereador, conseguindo 1 893 votos e ficando como suplente. Em 1996, também em Porto Alegre, foi eleito vereador pelo PTB conseguindo 3 928 votos. Nas eleições estaduais de 1998, concorreu ao cargo de deputado estadual pelo PTB conseguindo 10 477 votos, ficando como suplente.
Foi reeleito vereador nas eleições municipais de Porto Alegre em 2000, conseguindo 6 249 votos. Nas eleições estaduais de 2002, foi eleito deputado estadual pelo Partido da Social Democracia Brasileira (PSDB) conseguindo 28 543 votos. Candidato ao cargo de vice-prefeito nas eleições municipais de Porto Alegre em 2004 na coligação PFL-PSDB de Onyx Lorenzoni, do extinto Partido da Frente Liberal (PFL), atual União Brasil, conseguiu 80 633 votos e ficou em terceiro lugar no primeiro turno e não foi eleito.
Nas eleições estaduais de 2006, foi reeleito deputado estadual pelo PSDB conseguindo 35.478 votos. Ainda em 2006, quando já tinha conseguido sua reeleição para o parlamento gaúcho, falou que ia continuar lutando pelos direitos das pessoas com deficiência; Paulo Brum foi o primeiro deputado estadual portador de deficiência.
Ficou como suplente nas eleições estaduais de 2010, quando concorreu novamente ao cargo de deputado estadual pelo PSDB, conseguindo 24 068 votos. Ainda em 2010, foi um dos eeputados estaduais do Rio Grande do Sul que votou a favor do aumento de 73% nos próprios salários em dezembro, fato esse que gerou uma música crítica chamada "Gangue da Matriz" composta e interpretada pelo músico Tonho Crocco, que fala em sua letra os nomes dos 36 deputados que foram favoráveis a esse autoconcedimento salarial; Giovani Cherini, então filiado ao Partido Democrático Trabalhista (PDT) e presidente da Assembleia Legislativa do Estado do Rio Grande do Sul (ALRS) na ocasião, entrou com uma representação contra o músico, Cherini falou que era um crime contra honra e o título era extremamente agressivo e fazia referência a criminosos que mataram o jovem Alex Thomas, na época Adão Villaverde que se tornou o sucessor na presidência da Assembleia Legislativa, expressou descontentamento discordando da decisão de Cherini, mas em agosto do mesmo ano o próprio Giovani Cherini ingressou com petição pedindo o arquivamento contra o músico com a alegação que não era vítima no processo (seu nome não aparecia na letra, pois como presidente do parlamento gaúcho na ocasião não podia votar) e que defendia a liberdade de expressão, na época Tonho recebeu apoio de uma loja que espalhou 20 outdoors pela capital Porto Alegre e também imenso apoio por redes sociais.
Em 2012, nas eleições municipais de Porto Alegre, foi eleito novamente vereador, dessa vez retornando ao PTB, conseguindo 5 575 votos. Nas eleições estaduais de 2014, concorreu novamente ao cargo de deputado estadual pelo PTB conseguindo 18 636 votos, ficando como suplente. Em 2016 foi reeleito vereador pelo PTB conseguindo 4 850 votos. Nas eleições estaduais de 2018, concorreu mais uma vez ao cargo de deputado estadual pelo PTB conseguindo 9 404 votos, ficando como suplente. Concorreu também nas eleições municipais de Porto Alegre em 2020 ao cargo de vereador pelo PTB, conseguindo 2 843 votos e ficando como suplente.
Concorreu pela última vez nas eleições municipais de Porto Alegre em 2024 ao cargo de vereador desta vez pelo Podemos (PODE), conseguindo 1 864 votos e ficando como suplente.

## Morte
Morreu em 24 de fevereiro de 2025 na sua casa em Tramandaí, no litoral gaúcho. Segundo a Polícia Civil do Estado do Rio Grande do Sul, o seu corpo foi encontrado no banheiro com ferimentos no peito causados por uma faca.

## Desempenho eleitoral
| Ano  | Eleição                       | Cargo             | Partido | Votos        | Resultado  | Ref    |
| ---- | ----------------------------- | ----------------- | ------- | ------------ | ---------- | ------ |
| 1988 | Municipal de Porto Alegre     | Vereador          | PMDB    | 1.353 votos  | Suplente   | [ 1 ]  |
| 1990 | Estadual do Rio Grande do Sul | Deputado Federal  | PTB     | 7.043 votos  | Não eleito | [ 2 ]  |
| 1992 | Municipal de Porto Alegre     | Vereador          | PTB     | 1.893 votos  | Suplente   | [ 3 ]  |
| 1996 | Municipal de Porto Alegre     | Vereador          | PTB     | 3.928 votos  | Eleito     | [ 4 ]  |
| 1998 | Estadual do Rio Grande do Sul | Deputado Estadual | PTB     | 10.477 votos | Suplente   | [ 5 ]  |
| 2000 | Municipal de Porto Alegre     | Vereador          | PTB     | 6.249 votos  | Reeleito   | [ 6 ]  |
| 2002 | Estadual do Rio Grande do Sul | Deputado Estadual | PSDB    | 28.543 votos | Eleito     | [ 7 ]  |
| 2004 | Municipal de Porto Alegre     | Vice-prefeito     | PSDB    | 80.633 votos | Não eleito | [ 8 ]  |
| 2006 | Estadual do Rio Grande do Sul | Deputado Estadual | PSDB    | 35.478 votos | Reeleito   | [ 10 ] |
| 2010 | Estadual do Rio Grande do Sul | Deputado Federal  | PSDB    | 24.068 votos | Suplente   | [ 12 ] |
| 2012 | Municipal de Porto Alegre     | Vereador          | PTB     | 5.575 votos  | Eleito     | [ 17 ] |
| 2014 | Estadual do Rio Grande do Sul | Deputado Estadual | PTB     | 18.636 votos | Suplente   | [ 18 ] |
| 2016 | Municipal de Porto Alegre     | Vereador          | PTB     | 4.850 votos  | Reeleito   | [ 19 ] |
| 2018 | Estadual do Rio Grande do Sul | Deputado Estadual | PTB     | 9.404 votos  | Suplente   | [ 20 ] |
| 2020 | Municipal de Porto Alegre     | Vereador          | PTB     | 2.843 votos  | Suplente   | [ 21 ] |
| 2024 | Municipal de Porto Alegre     | Vereador          | PODE    | 1.864 votos  | Suplente   | [ 23 ] |